# کلیسای جامع تثلیث مقدس، جبل طارق
کلیسای جامع تثلیث مقدس (انگلیسی: Cathedral of the Holy Trinity) یک کلیسای جامع در جبل طارق است.
این کلیسا در سال ۱۸۲۵ شروع به ساخت و در سال ۱۸۳۲ ساخت آن به اتمام رسیده است.

## نگارخانه

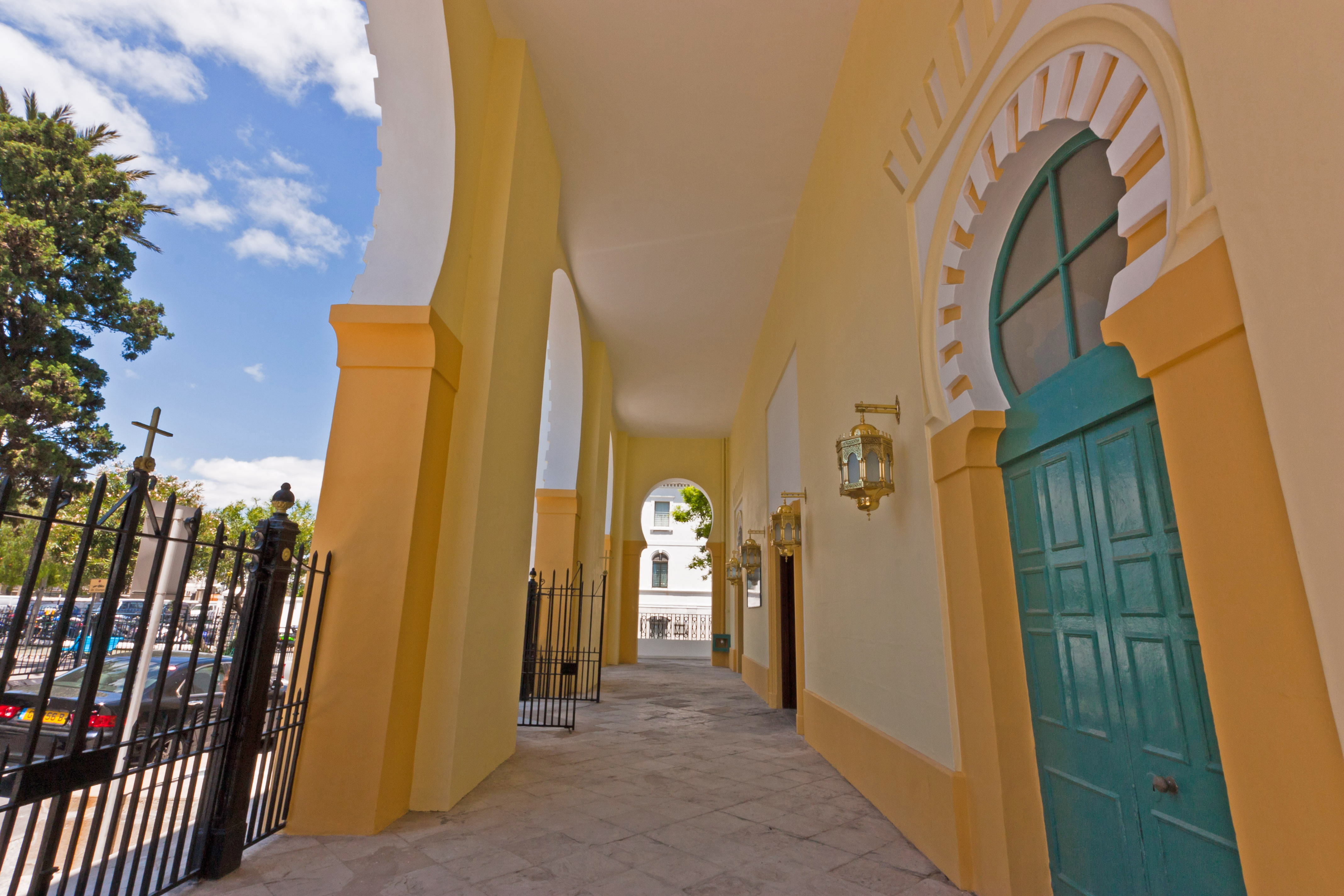
رواق کلیسا
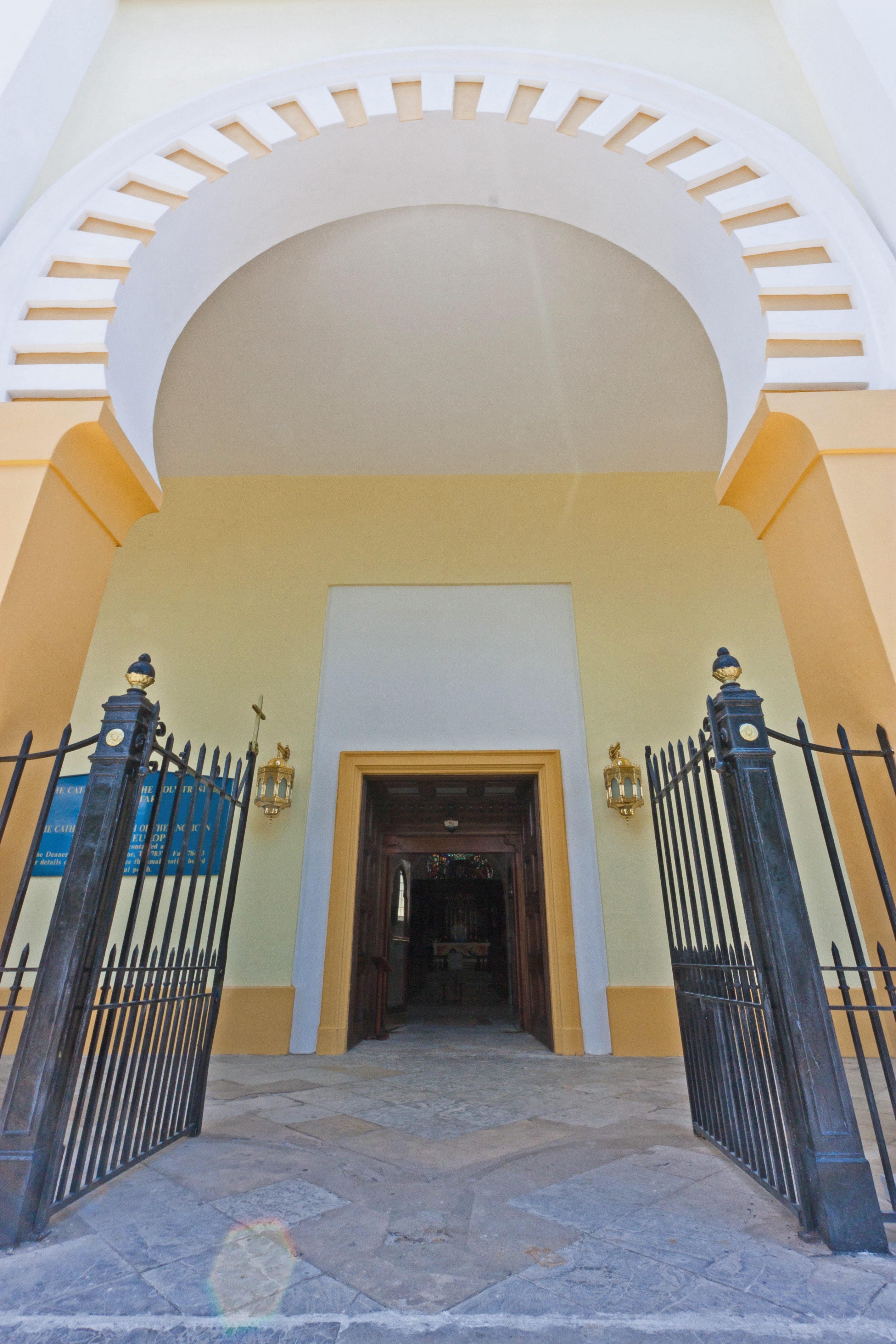
ورودی اصلی.
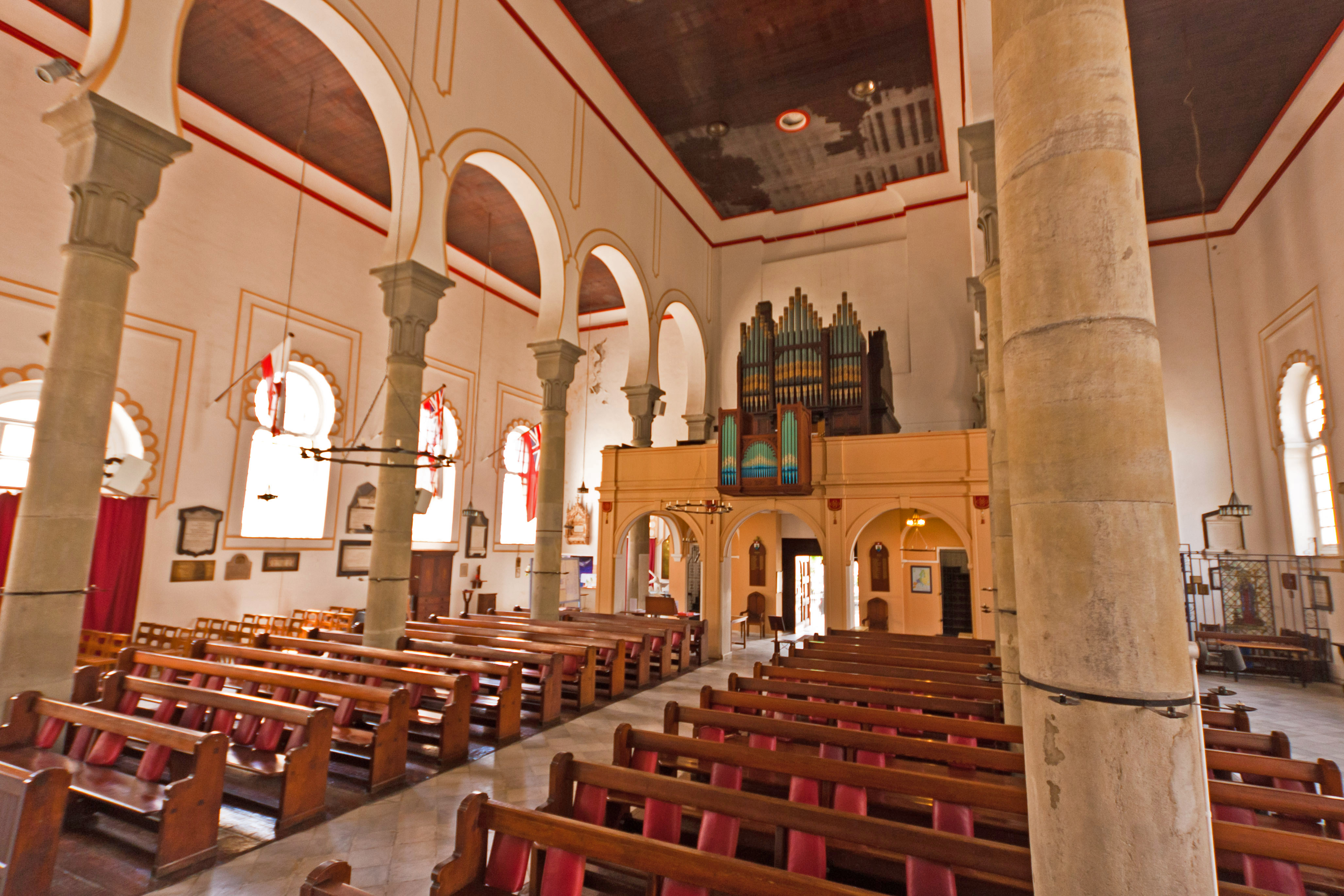
Cathedral's nave.
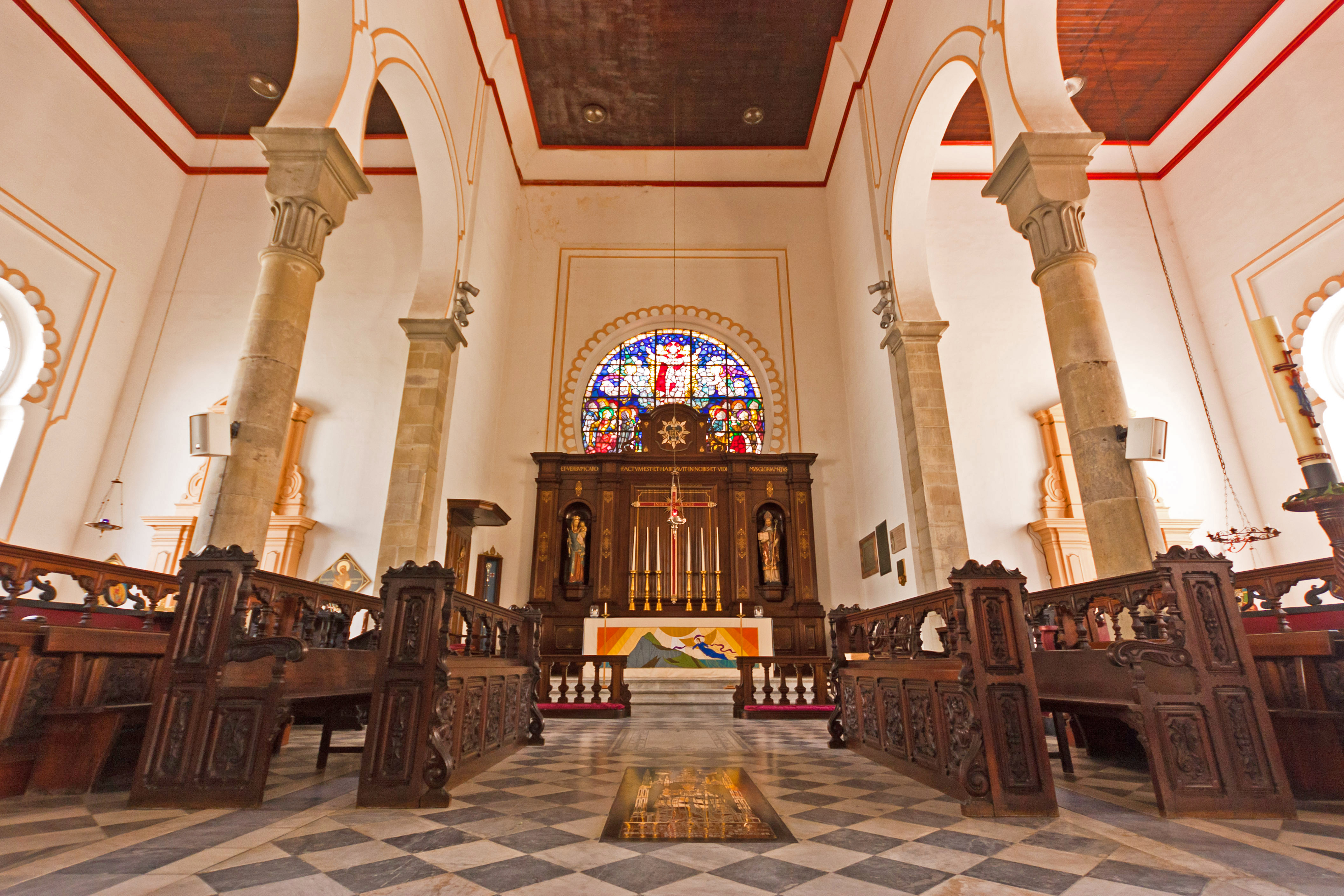
Cathedral's bema.
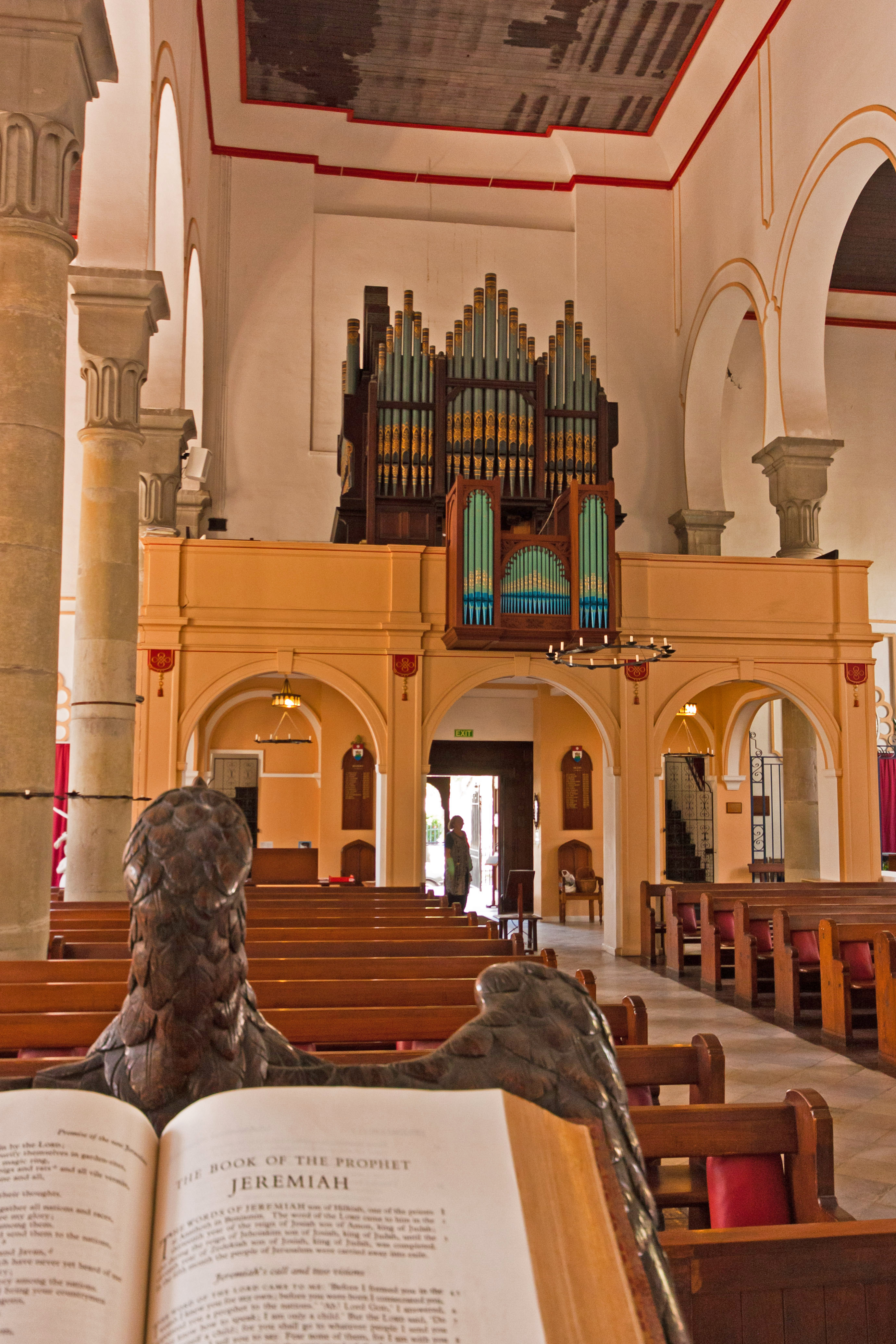
Cathedral's lectern and pipe organ.
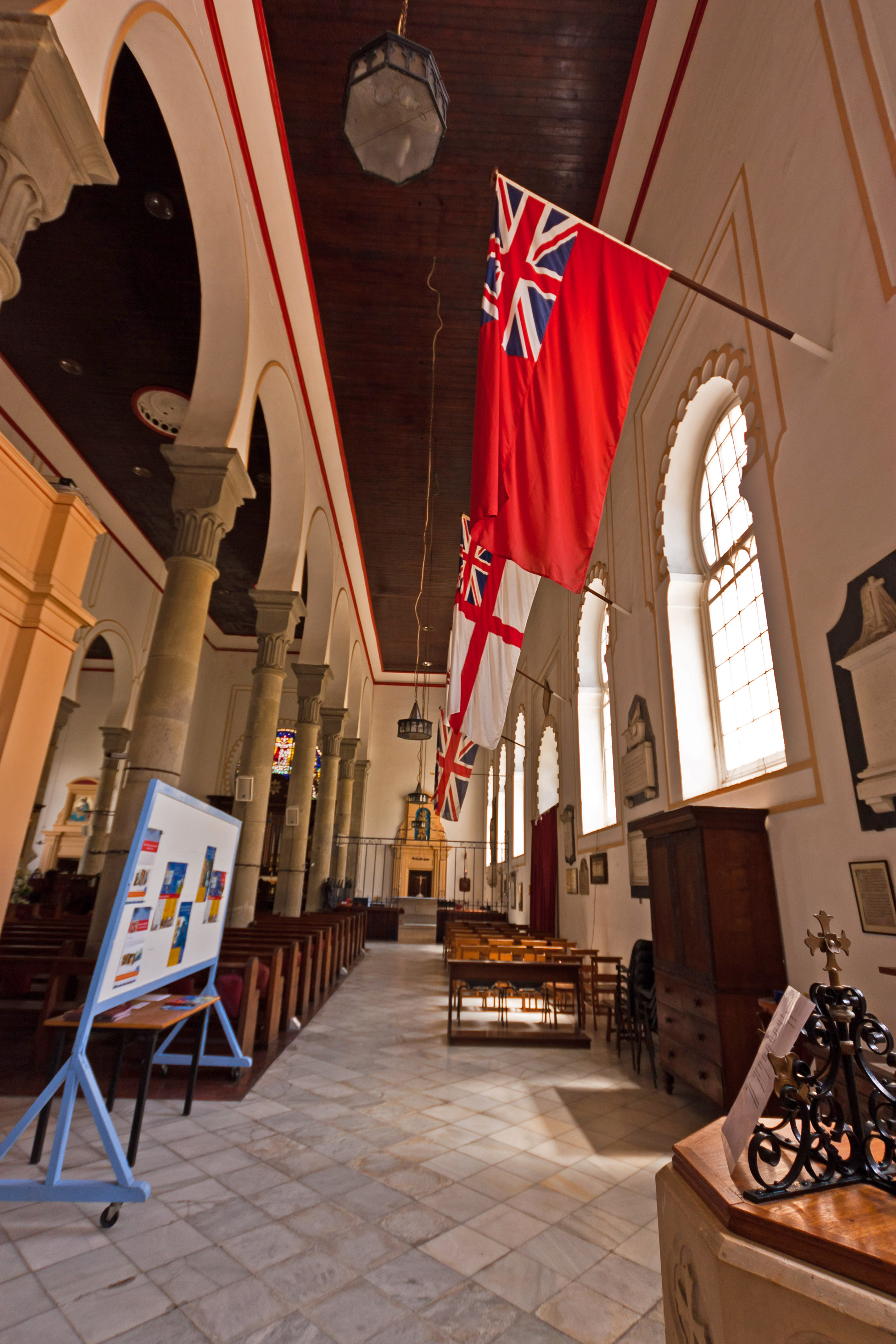
Cathedral's southern aisle.